# 週刊ヤングサンデー
『週刊ヤングサンデー』（しゅうかんヤングサンデー、WEEKLY YOUNG SUNDAY）は、かつて小学館が発行していた日本の青年週刊漫画雑誌。『少年ビッグコミック』を青年誌にリニューアルする形で1987年に月2回刊誌の『ヤングサンデー』として創刊した。1995年に週刊化されて『週刊ヤングサンデー』に誌名を変更する。2008年に休刊するまで、通巻902号（増刊含む）が発行された。通称「ヤンサン」、「YS」。

## 概要
『少年ビッグコミック』をリニューアルする形で1987年（昭和62年）3月27日（4月10日号）に創刊した。創刊当時は月2回刊で、雑誌名も単に『ヤングサンデー』であった。1995年（平成7年）23号（11月22日発売）より週刊化し『週刊ヤングサンデー』となる。前身の『少年ビッグコミック』も『マンガくん』（1977年（昭和52年）に創刊）から改名された雑誌（詳細は少年ビッグコミックを参照）であり、通巻号数は『マンガくん』からの継続で数えられていた。このため、『YS』創刊号は通巻261号として発行されている。
初期は前身の『少年ビッグコミック』から継続した『冬物語』が看板連載で、社内的には『ビッグコミックスピリッツ』と長く競合していたが、1990年代に入ると『ICHIGO 二都物語』『海猿』『バクネヤング』『ムジナ』『ザ・ワールド・イズ・マイン』『殺し屋1』など、小学館にしてはエログロバイオレンス要素が強い、不良性感度高めの作品が多く台頭した。2000年の奥山編集長時代に一度、これらの作品群は一掃され、『週刊少年サンデー』に準じたスポーツ＆ラブコメ路線へ転換を図ったが、大ヒット作となった『Dr.コトー診療所』以外、目立った作品はなかった。そして、退任後に人気となったのは『RAINBOW-二舎六房の七人-』『クロサギ』『土竜の唄』など、やはり不良性感度高めの作品であった。
2008年5月19日、小学館は『ヤングサンデー』について将来的な経営判断に基づいて休刊を視野に入れていることを明らかにし、同年35号をもって休刊することを正式に発表した。そして7月31日発売の2008年35号（22巻33号、通巻1162号）を持って休刊。『マンガくん』時代から数えて31年に及ぶ歴史に幕を下ろした。連載作品の半数は『週刊ビッグコミックスピリッツ (BCSpi) 』に移籍し、残り半数を『BCSpi』の増刊号として発行される『YSスペシャル（YSSP）』に移籍させた。またアイドルグラビア写真の有料サイト『ヤングサンデービジュアルウェブ』は『ビジュアルウェブS』（2021年9月30日サービス終了）に改名された。
「創刊○○周年記念号」等の記念号は通常『ヤングサンデー』になってからの起算で発行されたが、上述の通り通巻は『マンガくん』から継続されているため「通巻○○号記念号」については『マンガくん』創刊からの起算で発行された。そのため、創刊記念号は『ヤングサンデー』の歴史しか振り返らないのに対し、通巻記念号は『マンガくん』や『少年ビッグコミック』時代の歴史も振り返ることがあった（大きな節目の場合に限る）。

## 歴代編集長
- 亀井修：?年 - ?年
- 熊田正史：?年 - ?年
- 都築伸一郎：1997年 - 2000年
- 奥山豊彦：2000年 - 2001年
- 林正人：2001年 - 2004年
- 三上信一：2005年 - 2008年35号（休刊号）→『YSSP』の編集長に継続

## YSスペシャル
『YSスペシャル』（ワイエススペシャル）は、『YS』の休刊に伴い、他誌へは移籍しない作品の受け皿として2008年9月25日に創刊された月刊誌。編集長は『YS』から引き続き、三上信一が務めており、ウェブサイトも『YS』のものを引き継いでいる。ただし、『週刊ビッグコミックスピリッツ (BCSpi) 』の臨時増刊号として発行されており、通巻号数などは『BCSpi』と共通となっている。毎月25日発売で税込定価500円、600ページ弱の平綴じ雑誌。Vol.1からVol.5まで5号が発行された。掲載作品には、『YSスペシャル』で完結したものの他、他誌への移籍までのつなぎで掲載されたものもある。VOL.3以降は、読切や『BCSpi』本誌あるいは別の増刊からの移籍作品も掲載されている。
1. 2008年9月25日発売（BCSpi、2008年10月25日号、第29巻46号、通巻1374号）
2. 2008年10月25日発売（BCSpi、2008年11月25日号、第29巻52号、通巻1380号）
3. 2008年11月25日発売（BCSpi、2008年12月25日号、第29巻56号、通巻1384号）
4. 2008年12月25日発売（BCSpi、2009年1月25日号、第30巻5号、通巻1389号）
5. 2009年1月24日発売（BCSpi、2009年2月25日号、第30巻11号、通巻1395号）

## 創刊時の掲載作
太字は『少年ビッグコミック』から引き継いでの連載作。
- ショート・プログラム（あだち充）
- お〜い!竜馬（原作：武田鉄矢 作画：小山ゆう）
- 神を信じなさい（江口寿史）
- ヒーロー志願（北崎拓）
- TWIN（六田登）
- しあわせのゆくえ（内田春菊）
- メッセージ（高橋留美子）
- あたし★★★よ!（あろひろし）※★★★部分には主人公の少女が騙る女性名が付く。単行本にまとめられる際に「TRICK STER」のタイトルが付けられた。
- HOTDOG通信（むつ利之）
- 眠れぬ夜のために（山田玲司）
- 15（南ヒロユキ）
- 六本木Dreamin'（一の瀬遊）
- フユ子ちゃん（夢野ワンダ）
- 冬物語（原秀則）
- YSが出たって!?（国友やすゆき）
- UMO（たかつき勇）
- ミュウの伝説（野部利雄）
- すけべが読みたい（江川達也）
- 県立鶴亀東高校（うのせけんいち）
- 東方見聞録（岡崎京子）
- 東京探偵団（細野不二彦）
- 傷だらけの天使たち（喜国雅彦）

## 連載されていた作品
太字は他誌へ移籍した作品。

### あ行
- アイスマン（くじらいいく子）1996年14号 - 1997年10号
- 愛Doll（のでらゆき）
- アイドルA（あだち充）2005年36・37合併号 - （不定期連載）→『ゲッサン』に移籍
- OUT-SIDER（永福一成）
- アオイホノオ（島本和彦）2007年15号 - YSSP VOL.2（YS、YSSPともに不定期連載）→『ゲッサン』に移籍
- 暁のイージス 闇のイージス 完結編（原作：七月鏡一 作画：藤原芳秀）2007年42号 - YSSP VOL.5
- アガペイズ（山田玲司）
- アプサラス（原作：安部譲二 作画：深山雪男）
- あんころ。 〜船橋若松1丁目は馬優先〜（万乗大智）2007年39号 - YSSP VOL.5
- イキガミ（不定期連載）（間瀬元朗） 2005年9号 - 2008年35号[注 1]→『BCSpi』に移籍
- ICHIGO 二都物語（六田登）
- 1ポンドの福音（高橋留美子）
- いつでも夢を（原秀則）
- 1分16秒08（村生ミオ）
- いらっしゃ〜せ（よしだゆうすけ）
- いぬ（柏木ハルコ）
- 部屋においでよ（原秀則）
- 海猿（佐藤秀峰）
- NG（山田玲司）
- ANGEL（遊人）
- おカマ白書（山本英夫）
- おかわり飯蔵（原作：魚柄仁之助 作画：大谷じろう）
- おしゃれ手帖（長尾謙一郎）
- 小田原ドラゴンくえすと!（小田原ドラゴン）2003年7・8合併号 - 2008年34号、後期にはケニー笹原（元アシスタント）の「おまけマンガ」も掲載
- Odds -オッズ-（石渡治）第一部：2006年14号 - YSSP VOL.1、番外編：YSSP VOL.2 - VOL.5→『漫画アクション』にて『Odds GP!』のタイトルで続編を連載
- 同じ月を見ている（土田世紀）
- オーバーレブ!（山口かつみ）
- おやすみプンプン（浅野いにお）2007年15号 - 2008年35号[注 1]→『BCSpi』に移籍
- お笑いの神様（原作：ダンカン 作画：松浦聡彦）

### か行
- カケル（竹下堅次朗）
- CUT 〜活人〜（むろなが供未）2007年16号 - （不定期連載）※移籍先調整中[3]⇒実現せず
- がんばれよ!西城君。（太陽星太郎）
- キャプテンどんかべ（大石普人）
- 球魂（岩田やすてる）
- 今日のだいちゃん（太陽星太郎）
- 極リーマン（岩田やすてる）
- キングスウヰーツ（大石普人 原案・取材：浅妻千映子）
- クピドの悪戯 虹玉（北崎拓）
- クロサギ（黒丸・原案：夏原武） 2003年50号 - 2008年35号[注 1]→「新クロサギ」とタイトルを改め、『BCSpi』に移籍
- 月光の囁き（喜国雅彦）
- 月明星稀 - さよなら新選組（盛田賢司）
- ケンネル所沢（おおつぼマキ）
- GO-ON!（秋重学） - YSSP VOL.5
- ゴールドパンサーズ（山田玲司）
- 殺し屋1（イチ）（山本英夫）
- ごんたくれ（原作：西田俊也 漫画：木山道明）
- コンデ・コマ（原作：鍋田吉郎 作画：藤原芳秀）

### さ行
- SURF SIDE HIGH-SCHOOL（澤井健）
- 最強野球部リベンジャーズ（平松真）
- 桜通信（遊人）
- さくらんぼシンドローム クピドの悪戯II（北崎拓）2006年34号 - YSSP VOL.5
- SOMEDAY（原秀則）
- THE 山田家（阿部潤）
- ザ・ワールド・イズ・マイン（新井英樹）
- G（原作：武論尊 作画：原秀則）
- シーソーゲーム（原秀則）
- 資格救世主てつんど（高橋のぼる）
- 事務員A子（西森博之）2006年14号 - （不定期連載）
- 下北GLORY DAYS（大谷じろう）
- 純ブライド（吉田聡）
- JULIET（遊人）
- ショートカッツ（古屋兎丸）
- すくすく（コージィ♡城倉）
- Stopナデシコさん（本多健志）
- SPEED（原作：金城一紀 作画：秋重学）
- 青春くん（とがしやすたか）1989年11号 - 2006年53号
  - 新 青春くん 2007年1号 - 2008年35号[注 1]→終了扱いながら『ビッグコミックスペリオール』で「大人の青春くん」が開始され実質的に移籍
- SIREN（村上もとか）
- せかいイチ!（国友やすゆき）
- SEX（上條淳士）
- 絶望に効くクスリ（山田玲司）2003年38号 - 2008年35号[注 1]：休刊に先駆け、『BCSpi』2008年34号より『ココナッツピリオド -地球温暖化を止めるウサギ-』の連載を開始。
- ソラニン（浅野いにお）

### た行
- ダービージョッキー（原案：武豊 作画：一色登希彦 構成：工藤晋）
- 大生徒会（取山忠治）
  - 大生徒会 - マンガ図書館Z（※18禁）（外部リンク）
- タナトス 〜むしけらの拳〜（原案：竹原慎二 作画：落合裕介）2007年1号 - YSSP VOL.4
- ダメ恋。（中山乃梨子）
- ちくろ幼稚園（西原理恵子）
- チャイルド★プラネット（竹熊健太郎・永福一成）
- 超無気力戦隊ジャパファイブ（佐藤まさき）2005年49号 - YSSP VOL.3
- デカスロン（山田芳裕）
- 鉄拳のカタルシス（桑沢アツオ）
- 鉄腕バーディー（ゆうきまさみ） 2003年4・5合併号 - 2008年35号[注 1]→『BCSpi』に移籍
- 電車男（作画：原秀則 原作：中野独人）
- 動物性おつゆ（岩谷テンホー）
- 逃亡弁護士 成田誠（髙田優・原案：剛英城）2007年20号 - 2008年35号[注 1]→「新・逃亡弁護士 成田誠」とタイトルを変え『月刊!スピリッツ』に移籍（当初は『BCSpi』に移籍、2008年42号から連載再開と発表されていた）
- ときめきヒルズ高校白書（サイクロン猿橋）
- 度胸星（山田芳裕）
- Dr.コトー診療所（山田貴敏）2000年29号 - 2008年35号[注 1]→『ビッグコミックオリジナル』に移籍
- DOG LAW（原案：武論尊 漫画：上條敦士）YSSP VOL.4 - VOL.5
- とめはねっ! 鈴里高校書道部（河合克敏）2007年2号 - 2008年35号[注 1]→『BCSpi』に移籍
- ドライブ・ア・ライブ（中井邦彦） - YSSP VOL.5
- 都立水商!（原作：室積光 作画：猪熊しのぶ）2003年21・22合併号 - YSSP VOL.5

### な行
- なんてっ探偵♥アイドル（作画：北崎拓 原案協力：井上敏樹）
- 日本一の男の魂（喜国雅彦）1997年26号 - 2007年25号
- 日本フーリガン（大石普人）
- のぞき屋（山本英夫）
  - 新・のぞき屋（山本英夫）

### は行
- BUGS -捕食者たちの夏-（原作：七月鏡一 作画：藤原芳秀）2006年47号 - 2007年18号
- バクネヤング（松永豊和）
- 白兵武者（原案：蝶野正洋 作画：石渡治）2002年50号 - 2005年49号
- バッテリー（かわぐちかいじ）1999年38号 - 2002年31号
- 初蜜（山田たけひこ）2003年52号 - 2005年21号
- 花の都（近藤隆史）2007年3・4合併号 - YSSP VOL.3
- 花マル伝（いわしげ孝）
- 葉弥-HAYA!!- A fishing cute（村川和宏）2001年16号 - 2002年13号
- パラダイス（守村大）
- PEACH!（遊人）
- ビーチスターズ（森尾正博）2007年14号 - YSSP VOL.4→『ザ!!ビーチスターズ』とタイトルを変え『ゲッサン』に移籍
- Bバージン（山田玲司）
- ひかりの空（原作：坂田信弘 作画：かざま鋭二）
- 格闘美神 武龍（石川優吾）
- プライズハンターGON（細野不二彦）2001年52号 - （不定期連載）
- フライ,ダディ,フライ（原作：金城一紀 作画：秋重学）
- ブラブラバンバン（柏木ハルコ）
- ほしのふるまち（原秀則）
- ホタルロード（原作：七月鏡一 作画：西沢一岐）
- 紅狼（原作：鷹匠政彦、作画：岡村賢二）

### ま行
- マイ・スウィーテスト・タブー -蒼の時代-（山田たけひこ）2005年9月20日増刊号、2006年8号 - 29号
- マイナス（沖さやか）
- 魔Qケン（喜国雅彦）2007年30号 - 2008年35号[注 1]→「魔Qケン乙」とタイトルを変え『月刊IKKI』に移籍。
- まつろはぬもの 〜鬼の渡る古道〜（原作：恒川光太郎『風の古道』 作画：木根ヲサム）2007年21・22合併号 - 2008年35号[注 1]→携帯配信限定の漫画雑誌『モバMAN』に移籍
- マニュアル（原作：狩撫麻礼 作画：谷村ひとし）
- ママ（細野不二彦）
- Mr.シネマ（おおつぼマキ）
- 美晴♥ライジング（大谷じろう）2007年40号 - YSSP VOL.3
- ムジナ（相原コージ）
- 虫2タマガワ（さそうあきら）
- 土竜の唄（高橋のぼる）2005年38号 - 2008年35号[注 1]→『BCSpi』に移籍
- もののふ日記（ほりのぶゆき）
- モザイク（山口かつみ）

### や行
- 約束の日（原作：神尾龍 作画：大島岳詩）
- 闇のイージス（原作：七月鏡一 作画：藤原芳秀）
- YOUNG BLOOD（永田トマト）
- ユキオ（石渡洋司）

### ら行
- 愛米（コージィ城倉）
- ルートパラダイス（久米田康治）
- RAINBOW-二舎六房の七人-（原作：安部譲二 作画：柿崎正澄）2002年51号 -2008年35号 →『BCSpi』に移籍
- レヴォリューションNo.3（原作：金城一紀 作画：秋重学）
- 烈王 -レオ-（原作：梶研吾 作画：岡村賢二）
- レガッタ〜君といた永遠〜（原秀則）
- LOST MAN（草場道輝）2008年21・22合併号 - 2008年35号[注 1]→『BCSpi』に移籍

## 映像化作品

### アニメ化
| 作品                  | 放送年                   | アニメーション制作                 | 備考                                                      |
| --------------------- | ------------------------ | ---------------------------------- | --------------------------------------------------------- |
| お〜い!竜馬           | 1992年 - 1993年          | 日本ヘラルド映画、アニメーション21 |                                                           |
| 日本一の男の魂        | 1999年（第1期）          | スタジオディーン                   | コーナードラマ                                            |
| 日本一の男の魂        | 1999年（第2期）          | スタジオディーン                   | コーナードラマ。タイトルは「日本一の男の魂2」             |
| SURF SIDE HIGH-SCHOOL | 1999年                   | マジックバス                       | コーナードラマ                                            |
| 格闘美神 武龍         | 2005年 - 2006年（第1期） | トムス・エンタテインメント         | タイトルの読み方が原作と異なる                            |
| 格闘美神 武龍         | 2006年（第2期）          | トムス・エンタテインメント         | タイトルは「格闘美神 武龍 REBIRTH」、読み方は原作と異なる |

| 作品          | 発売年                   | アニメーション制作       | 備考                                          |
| ------------- | ------------------------ | ------------------------ | --------------------------------------------- |
| 1ポンドの福音 | 1988年                   | スタジオぎゃろっぷ       |                                               |
| TWIN          | 1989年                   | ライフワーク             | タイトルは「爆走サーキット・ロマン TWIN」     |
| 青き炎        | 1989年                   | アートランド             |                                               |
| ANGEL         | 1990年（第1作）          | プロジェクトチーム・ムー | アダルトアニメ。タイトルは「エンジェル」      |
| ANGEL         | 1994年 - 1995年（第2作） | ピンクパイナップル       | アダルトアニメ。タイトルは「新・エンジェル」  |
| おカマ白書    | 1991年 - 1992年          | ナック                   |                                               |
| 紅狼          | 1993年                   | A.P.P.P                  |                                               |
| 個人授業      | 1996年                   | ジェー・シー・スタッフ   | アダルトアニメ                                |
| 桜通信        | 1997年                   | シャフト                 |                                               |
| 殺し屋1       | 2002年                   | AIC                      | タイトルは「殺し屋1 THE ANIMATION EPISODE.0」 |

本誌から掲載誌を移籍後にテレビアニメ化した作品だと『RAINBOW-二舎六房の七人-』もある。

### 実写化
| 作品                                   | 放送年                            | 制作                                  | 備考                                                                                         |
| -------------------------------------- | --------------------------------- | ------------------------------------- | -------------------------------------------------------------------------------------------- |
| 部屋においでよ                         | 1995年（国内ドラマ）              | N/A                                   |                                                                                              |
| 部屋においでよ                         | 2002年（台湾ドラマ）              | 可米製作                              | タイトルは「來我家吧!〜Come to My place〜」 （邦題は「部屋においでよ〜Come to My Place〜」） |
| 海猿                                   | 2002年（BSハイビジョン特番第1期） | 大映テレビ、NHKエンタープライズ21     | タイトルは「海猿〜うみざる」                                                                 |
| 海猿                                   | 2003年（BSハイビジョン特番第2期） | 大映テレビ、NHKエンタープライズ21     | タイトルは「海猿2」                                                                          |
| 海猿                                   | 2005年（フジテレビ）              | フジテレビ、共同テレビ                | 映画版第1作目の続編。タイトルは「海猿 UMIZARU EVOLUTION」                                    |
| Dr.コトー診療所（ドラマ）              | 2003年（第1期）                   | フジテレビ                            |                                                                                              |
| Dr.コトー診療所（ドラマ）              | 2004年（特番）                    | フジテレビ                            |                                                                                              |
| Dr.コトー診療所（ドラマ）              | 2006年（第2期）                   | フジテレビ                            |                                                                                              |
| クロサギ（2006年ドラマ・2022年ドラマ） | 2006年（第1作）                   | TBSテレビ                             |                                                                                              |
| クロサギ（2006年ドラマ・2022年ドラマ） | 2022年（第2作）                   | TBSテレビ                             |                                                                                              |
| 下北GLORY DAYS                         | 2006年                            | N/A                                   |                                                                                              |
| レガッタ〜君といた永遠〜               | 2006年                            | ABC、テレビ朝日                       |                                                                                              |
| クピドの悪戯 虹玉                      | 2006年                            | テレビ東京                            |                                                                                              |
| おかわり飯蔵                           | 2007年                            | テレビ東京、PROTX、プラファー（協力） |                                                                                              |
| のぞき屋                               | 2007年                            | トルネード・フィルム                  |                                                                                              |
| 1ポンドの福音                          | 2008年                            | トータルメディアコミュニケーション    |                                                                                              |
| 逃亡弁護士 成田誠                      | 2010年                            | 関西テレビ、ホリプロ                  | タイトルは「逃亡弁護士」                                                                     |

| 作品             | 公開年          | 配給                                   | 備考                                                 |
| ---------------- | --------------- | -------------------------------------- | ---------------------------------------------------- |
| 冬物語           | 1989年          | 東宝                                   |                                                      |
| のぞき屋         | 1995年          | 東映                                   | タイトルは「のぞき屋 NOZOKIYA」                      |
| 月光の囁き       | 1999年          | 日活                                   |                                                      |
| 守ってあげたい!  | 2000年          | ゼアリズエンタープライズ、日本出版販売 |                                                      |
| 殺し屋1          | 2001年          | プレノンアッシュ                       | R-18指定（暴力描写）                                 |
| 海猿             | 2004年（第1作） | 東宝                                   | タイトルは「海猿 -ウミザル-」                        |
| 海猿             | 2006年（第2作） | 東宝                                   | タイトルは「LIMIT OF LOVE 海猿-UMIZARU-」            |
| 海猿             | 2010年（第3作） | 東宝                                   | タイトルは「THE LAST MESSAGE 海猿-UMIZARU-」         |
| 同じ月を見ている | 2005年          | 東映                                   | タイトルは「同じ月を見ている Under the Same Moon」   |
| 純ブライド       | 2006年          | トルネード・フィルム                   |                                                      |
| クロサギ（映画） | 2008年          | 東宝                                   | テレビドラマ第1作の続編。タイトルは「映画 クロサギ」 |
| ブラブラバンバン | 2008年          | トルネード・フィルム                   |                                                      |
| イキガミ         | 2008年          | 東宝                                   |                                                      |
| ソラニン         | 2010年          | アスミック・エース                     |                                                      |
| ほしのふるまち   | 2011年          | よしもとアール・アンド・シー           |                                                      |
| 王様とボク       | 2012年          | ユナイテッドエンタテインメント         |                                                      |

| 作品          | 発売年          | 制作                                                                          | 備考                                    |
| ------------- | --------------- | ----------------------------------------------------------------------------- | --------------------------------------- |
| ごんたくれ    | 1995年          | N/A                                                                           |                                         |
| ANGEL         | 1996年 - 1997年 | コダイ                                                                        | タイトルは「エンジェル」。2巻は副題あり |
| 新のぞき屋    | 1998年          | ウッドオフィス                                                                |                                         |
| オーバーレブ! | 2001年          | ウッズ・バンブー（協力）、エスエスオートサービス（協力）、 黒須功商店（協力） |                                         |
| 殺し屋1       | 2002年          | N/A                                                                           | 映画版の続編。タイトルは「1 -イチ-」。  |

本誌から掲載誌を移籍後に実写映画化した作品だと『土竜の唄』、『Dr.コトー診療所』（映画版）、テレビドラマ化した作品だと『アオイホノオ』がある。

## 発行部数
- 2004年（2003年9月 - 2004年8月） 245,417部[5]
- 2005年（2004年9月 - 2005年8月） 230,479部[5]
- 2006年（2005年9月 - 2006年8月） 214,878部[5]
- 2007年（2006年9月 - 2007年8月） 202,541部[5]

## ヤングサンデーコミックス
ヤングサンデーコミックスは、『週刊ヤングサンデー』に掲載された作品を主に収録する漫画単行本レーベル。1987年11月5日創刊。新刊は毎月5日頃発売。
『冬物語』（原秀則）、『お〜い!竜馬』（武田鉄矢、小山ゆう）、『TWIN』（六田登）が最初に発行された。
ロゴタイプは「YS」とその下に「COMICS」と書いたものを使用した。『少年ビッグコミック』から移籍して、少年ビッグコミックスレーベルより既に単行本が出されている作品（『東京探偵団』（細野不二彦）など）は、移籍後もヤングサンデーコミックスではなく少年ビッグコミックスでの発行となった。

### 関連レーベル
ヤングサンデーコミックススペシャル
ヤングサンデーコミックスの特装版。
ヤングサンデーコミックスワイド版
ヤングサンデーコミックスのワイド版。

## 増刊号
- ヤングサンデー増刊 大漫王
- 別冊ヤングサンデー
- 週刊ヤングサンデー増刊号 猿
- 週刊ヤングサンデー増刊